# Fundamentos da Geopolítica
Fundamentos da Geopolítica: O Futuro Geopolítico da Rússia (em russo:  Основы геополитики: геополитическое будущее России) é um livro geopolítico de Aleksandr Dugin. A sua publicação em 1997 foi bem recebida na Rússia; teve influência significativa nas elites militares, policiais e de política externa russas, e foi usado como livro-texto na Academia do Estado-Maior General das forças armadas russas. Figuras políticas russas poderosas subsequentemente se interessaram por Dugin, um analista político russo que defende uma ideologia ultranacionalista e neofascista baseada em sua ideia de neoeurasianismo, que desenvolveu um próximo relacionamento com a Academia do Estado-Maior da Rússia.
Dugin credita o general Nikolai Klokotov da Academia do Estado-Maior General como co-autor e sua principal inspiração, embora Klokotov negue isso. O Coronel General Leonid Ivashov, chefe do Departamento Internacional do Ministério da Defesa russo, ajudou a redigir o livro.

## Política de uso
Klokotov afirmou que no futuro o livro "serviria como uma poderosa base ideológica para a preparação de um novo comando militar". Dugin afirmou que o livro foi adotado como livro didático em muitas instituições educacionais russas. O ex-presidente da Duma Estatal russa, Gennadiy Seleznyov, de quem Dugin foi conselheiro em geopolítica, "insistiu que a doutrina geopolítica de Dugin se tornasse uma parte obrigatória do currículo escolar".
O livro pode ter sido influente na política externa de Vladimir Putin, que eventualmente levou ao advento da Guerra Russo-Ucraniana em 2014 e à sua expansão com a invasão russa da Ucrânia em 2022.

### Doutrina de política externa eurasianista
Os sentimentos eurasianistas têm aumentado na sociedade russa desde a ascensão de Vladimir Putin ao país. Numa sondagem realizada pelo Levada Center em 2021, 64% dos cidadãos russos identificam a Rússia como um país não europeu; enquanto apenas 29% consideravam a Rússia parte da Europa.
Em 2023, a Rússia adotou uma estratégia de política externa eurasianista e antiocidental num documento intitulado “O Conceito de Política Externa da Federação Russa” aprovado por Vladimir Putin. O documento define a Rússia como um "país-civilização único e uma vasta potência euroasiática e euro-pacífica" que busca criar uma "Grande Parceria Eurasiática", mantendo relações estreitas com a China, a Índia, os países do mundo islâmico e o  restante do Sul Global (América Latina e África Austral). A política identifica os Estados Unidos e outros países anglo-saxões como "o principal inspirador, organizador e executor da agressiva política antirussa do Ocidente coletivo" e busca o fim do domínio geopolítico americano no cenário internacional. O documento também adota uma postura neossoviética, posicionando a Rússia como o estado sucessor da URSS e apela à divulgação de “informações precisas” sobre a “contribuição decisiva da União Soviética” na formação da ordem internacional pós-Segunda Guerra Mundial e das Nações Unidas.

## Conteúdo
Em Fundamentos da Geopolítica, Dugin faz uma distinção entre sociedades "atlânticas" e "eurasiáticas", o que significa, como descreve Benjamin R. Teitelbaum, "entre sociedades cuja posição geográfica costeira as tornou sociedades cosmopolitas e sem litoral orientadas para a preservação e a coesão". Dugin apela às "sociedades atlânticas", representadas principalmente pelos Estados Unidos, para que percam a sua influência geopolítica mais ampla na Eurásia, e para que a Rússia reconstrua a sua influência através de anexações e alianças.
O livro declara que “a batalha pelo domínio mundial dos russos” não terminou e a Rússia continua sendo “o palco de uma nova revolução antiburguesa e antiamericana”. O Império Eurasiático será construído "sobre o princípio fundamental do inimigo comum: a rejeição do atlantismo, o controle estratégico dos EUA e a recusa em permitir que os valores liberais nos dominem". Dugin parece não excluir a possibilidade de a Rússia aderir e/ou mesmo apoiar instrumentalmente a UE e a OTAN, de uma forma pragmática, para uma maior subversão ocidental contra o "americanismo" geopolítico.
Além da Ucrânia e da Geórgia, as operações militares desempenham um papel relativamente menor, exceto as operações de inteligência militar que ele chama de “operações militares especiais”. O livro defende um programa sofisticado de subversão, desestabilização e desinformação liderado pelos serviços especiais russos. As operações deveriam ser apoiadas por uma utilização dura e obstinada do gás, do petróleo e dos recursos naturais da Rússia para intimidar e pressionar outros países. O livro afirma que "a tarefa máxima [do futuro] é a 'finlandização' de toda a Europa".
Na Europa:
- Deveria ser oferecido à Alemanha o domínio político de facto sobre a maioria dos estados protestantes e católicos localizados na Europa Central e Oriental. O Oblast de Kaliningrado poderia ser devolvido à Alemanha. O livro usa o termo "eixo Moscou-Berlim".[9]
- A França deveria ser encorajada a formar um bloco com a Alemanha, pois ambos têm uma “firme tradição anti-atlantista”.[9]
- O Reino Unido, meramente descrito como uma “base flutuante extraterritorial dos EUA”, deveria ser isolado da Europa.[9]
- A Finlândia deveria ser absorvida pela Rússia. O sul da Finlândia será combinado com a República da Carélia e o norte da Finlândia será "doado ao Oblast de Murmansk".[9]
- A Estônia deveria ser entregue à esfera de influência da Alemanha.[9]
- A Letônia e a Lituânia deveriam receber um "estatuto especial" na esfera euro-asiática-russa, embora ele escreva mais tarde que deveriam ser integradas na Rússia em vez de obterem a independência nacional.[9]
- A Bielorrússia e a Moldávia tornar-se-ão parte da Rússia e não independentes.[9]
- A Polônia deveria receber um “estatuto especial” na esfera eurasiana. Isto pode envolver a divisão da Polônia entre as esferas de influência alemã e russa.[9]
- Romênia, Macedônia do Norte, Sérvia, “Bósnia Sérvia” e Grécia – “Oriente Coletivista Cristão Ortodoxo” – unirão-se a “Moscou, a Terceira Roma” e rejeitarão o “Ocidente racional-individualista”.[9]
- A Ucrânia (exceto a Ucrânia Ocidental) deveria ser anexada pela Rússia porque "a Ucrânia, como Estado, não tem significado geopolítico, nenhuma importância cultural particular ou significado universal, nenhuma singularidade geográfica, nenhuma exclusividade étnica, as suas certas ambições territoriais representam um enorme perigo para toda a Eurásia e, sem resolver o problema ucraniano, é geralmente sem sentido falar de política continental". A Ucrânia não deveria ser autorizada a permanecer independente, a menos que seja um cordão sanitário, o que seria inadmissível de acordo com os padrões políticos ocidentais. Como mencionado, a Ucrânia Ocidental (comprometendo a Volínia, a Galícia e a Transcarpátia), considerando a sua população de maioria católica, está autorizada a formar uma federação independente da Ucrânia Ocidental, mas não deve estar sob o controle atlantista.[9]

No Médio Oriente e na Ásia Central:
- O livro enfatiza a "aliança continental russo-islâmica" que está "na base da estratégia anti-atlantista". A aliança baseia-se no “caráter tradicional da civilização russa e islâmica”.
- O Irã é um aliado fundamental. O livro usa o termo "eixo Moscou-Teerã".[9]
- A Armênia tem um papel especial: servirá de “base estratégica” e é necessário criar “o eixo [subsidiário] Moscou-Yerevan-Teerã”. Os armênios “são um povo ariano ... [como] os iranianos e os curdos”.[9]
- O Azerbaijão poderia ser “dividido” ou entregue ao Irã.[9]
- A Geórgia deveria ser desmembrada. A Abecásia e a "Ossétia Unida" (que inclui a Ossétia do Sul da Geórgia e a República da Ossétia do Norte) serão incorporadas à Rússia. As políticas independentes da Geórgia são inaceitáveis.[9]
- A Rússia precisa de criar “choques geopolíticos” na Turquia. Estes podem ser alcançados empregando curdos, armênios e outras minorias (como os gregos) para atacar os regimes dominantes.[9]
- O livro considera o Cáucaso como um território russo, incluindo "as costas oriental e norte do Cáspio (os territórios do Cazaquistão e Turcomenistão)" e da Ásia Central (mencionando Cazaquistão, Uzbequistão, Quirguistão e Tadjiquistão).[9]

No Leste e Sudeste Asiático:
- Dugin prevê a queda da China. A China, que representa um perigo geopolítico extremo como inimiga ideológica da Federação Russa independente, “deve, na medida do possível, ser desmantelada”. Dugin sugere que a Rússia comece por tomar o Tibete – Xinjiang – Mongólia Interior – Manchúria como cinturão de segurança. A Rússia deveria oferecer ajuda à China "na direção sul – Indochina (exceto Vietnã), Filipinas, Indonésia, Austrália" como compensação geopolítica.[9]
- A Rússia deveria manipular a política japonesa, oferecendo as Ilhas Curilas ao Japão e provocando o antiamericanismo, para “ser amiga do Japão”.
- A Mongólia deveria ser absorvida pela Eurásia-Rússia.[9]

O livro enfatiza que a Rússia deve espalhar o antiamericanismo geopolítico por toda parte: “o principal ‘bode expiatório’ serão justamente os EUA”

### Em outras partes do mundo
Nas Américas, Estados Unidos e Canadá:
- A Rússia deveria usar os seus serviços especiais dentro das fronteiras dos Estados Unidos e do Canadá para alimentar a instabilidade e o separatismo contra a hegemonia ocidental globalista neoliberal, como, por exemplo, provocar "racistas afro-americanos" para criar uma reação severa contra a situação política podre do atual sistema dos Estados Unidos e Canadá. A Rússia deveria "introduzir desordem geopolítica na atividade interna norte-americana, encorajando todos os tipos de separatismo e conflitos étnicos, sociais e raciais, apoiando ativamente todos os movimentos dissidentes - grupos extremistas, racistas e sectários, desestabilizando assim os processos políticos internos nos EUA. Também faria sentido apoiar simultaneamente as tendências isolacionistas na política norte-americana".[9]

- América do Sul e América Central: O Projeto Eurasiático poderia ser expandido para a América do Sul e Central.[9]

## Recepção e impacto
O membro sênior da Instituição Hoover, John B. Dunlop, afirmou que "o impacto deste pretendido livro 'eurasianista' nas principais elites russas testemunha o preocupante aumento de ideias e sentimentos neofascistas durante o final de Yeltsin e o período de Putin". O historiador Timothy D. Snyder escreveu na The New York Review of Books que Foundations of Geopolitics é influenciado pelo trabalho de Carl Schmitt, um defensor de uma ordem internacional conservadora cujo trabalho influenciou os nazistas. Ele também observou o papel fundamental de Dugin na promoção das ideologias do eurasianismo e do nacional-bolchevismo.
O livro foi descrito pela Foreign Policy como "um dos livros mais curiosos, impressionantes e aterrorizantes que saíram da Rússia durante toda a era pós-soviética" e "mais sóbrio do que os livros anteriores de Dugin, melhor argumentado e despojado de referências ocultistas, numerologia, tradicionalismo e outras metafísicas excêntricas”. Em 2022, a Foreign Policy também observou: "A recente invasão da Ucrânia é uma continuação de uma estratégia promovida por Dugin para enfraquecer a ordem liberal internacional."  De acordo com Anton Shekhovtsov, a capa do livro contém uma representação de uma Estrela do Caos, um símbolo que representa a magia do caos nos movimentos ocultistas modernos, e o uso do símbolo se alinha com o interesse geral de Dugin no ocultismo e no simbolismo oculto. Após a publicação do livro, Dugin também usou o símbolo como logotipo de seu Partido da Eurásia.